# Atari PC
Atari PC је професионални рачунар фирме Атари (Atari) који је почео да се производи у САД током 1987. године.
Користио је Intel 8086 микропроцесорску јединицу а RAM меморија рачунара је имала капацитет од 512 KB. 
Као оперативни систем кориштен је MS DOS, GEM.

## Детаљни подаци
Детаљнији подаци о рачунару PC су дати у табели испод.
|                       |                                                   |
| [ 1 ]                 |                                                   |
| Произвођач            | Атари                                             |
| Тип                   | професионални рачунар                             |
| Меморија              | 512                                               |
| Поријекло             | Сједињене Америчке Државе                         |
| Година                | 1987                                              |
| Тастатура             | Тастатура са пуним помаком тастера                |
| Процесор              | 8086                                              |
| Фреквенција процесора | 8                                                 |
| RAM                   | 512                                               |
| ROM                   | непознато                                         |
| Текст                 | 40 x 25 / 80 x 25                                 |
| Графика               | Све CGA, EGA и Hercules резолуције                |
| Боја                  | 16 између 64 у EGA моду, монохром у Hercules моду |
| Звук                  | мали звучник                                      |
| Димензије             | непознато                                         |
| Портови               |                                                   |
| Оперативни систем     |                                                   |